# هو سون-یونگ
هو سون-یونگ (انگلیسی: Huh Soon-young؛ زادهٔ ۲۸ سپتامبر ۱۹۷۵) بازیکن هندبال اهل کره جنوبی بود.
از افتخارات وی میتوان به کسب مدال نقره در بازی‌های المپیک تابستانی ۱۹۹۶ و ۲۰۰۴ و مدال برنز در بازی‌های المپیک تابستانی ۲۰۰۸ اشاره کرد.